# Bahon (Haïti)
Pour les articles homonymes, voir Bahon.

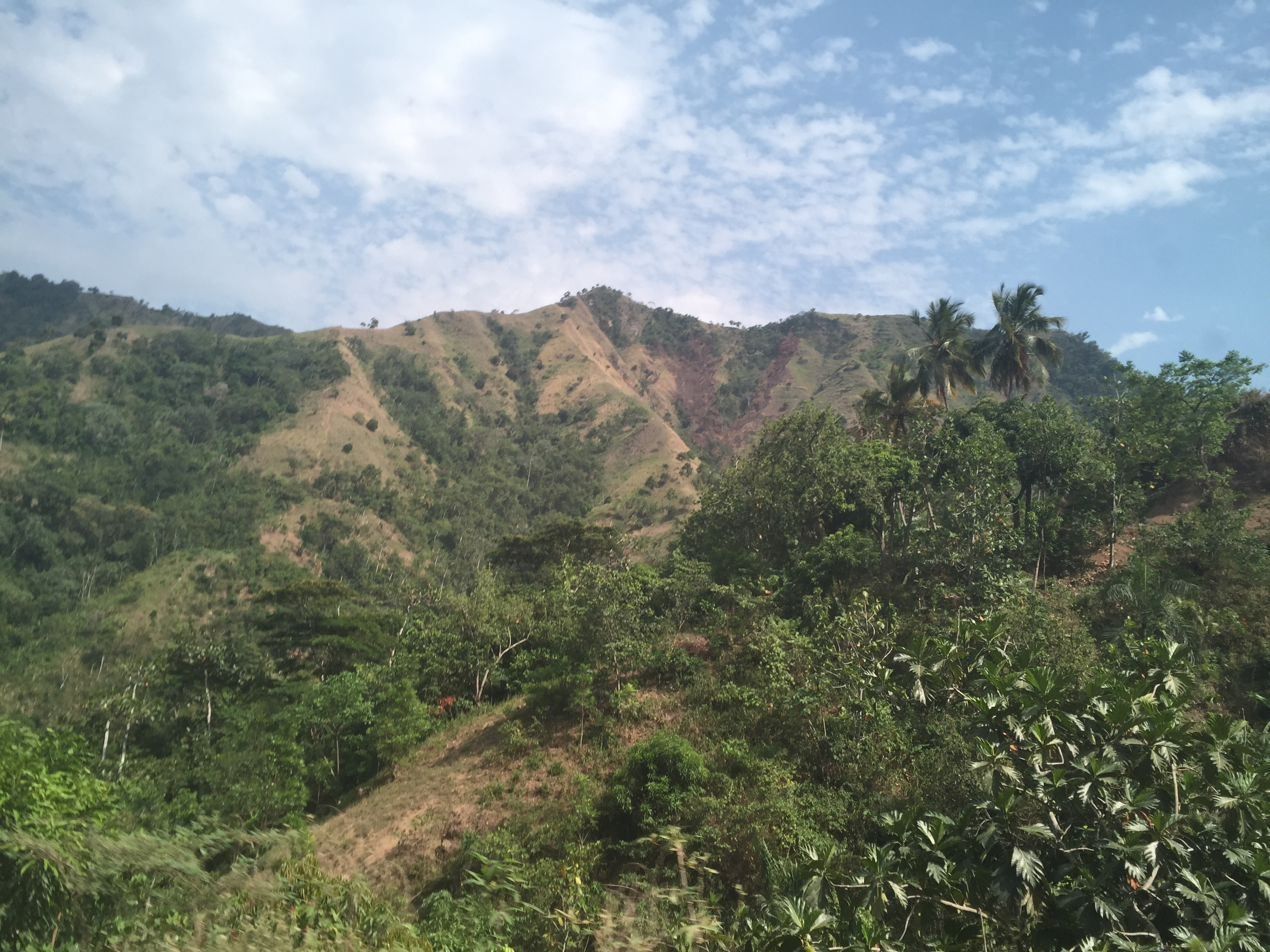

Bahon (Bawon en créole haïtien) est une commune d'Haïti située dans le département du Nord d'Haïti, et dans l'arrondissement de Grande-Rivière-du-Nord.
La commune de Bahon est distante d'une quarantaine de kilomètres de la ville de Cap-Haïtien.

## Démographie
La commune est peuplée de 21 145 habitants(recensement par estimation de 2009).

## Administration
La commune est constituée de la ville de Bahon et de 3 sections communales :
- Bois Pin
- Bailly (ou Bailla) (Ou Nan bay)
- Montagne Noire

## Transports
À partir de 1915, la commune de Bahon est située sur la ligne de chemin de fer, aujourd'hui disparu, allant à Cap-Haïtien.

## Économie
L'économie locale repose sur la culture du café, de l'oranger et du citronnier.